# Zjevení Panny Marie v Paříži

Zázračná medailka

Zjevení Panny Marie v Paříži je nadpřirozená událost, ke které došlo v roce 1830 v Paříži, kdy se v ulici Rue du Bac č. 140 údajně zjevila Panna Marie svaté Catherine Labouré (1806–1876). Na tomto místě byla zasvěcena kaple Notre-Dame-de-la-Médaille-miraculeuse, která je významným poutním místem.

## Zjevení
Řádová sestra Catherine Labouré vypověděla, že ji v noci 19. července 1830 probudilo malé dítě, které jí řeklo, aby šla do kaple, kde ji čeká Panna Marie. Vstala a v kapli se setkala s Pannou Marií, která jí sdělila, že pro ni má Bůh důležitý úkol.

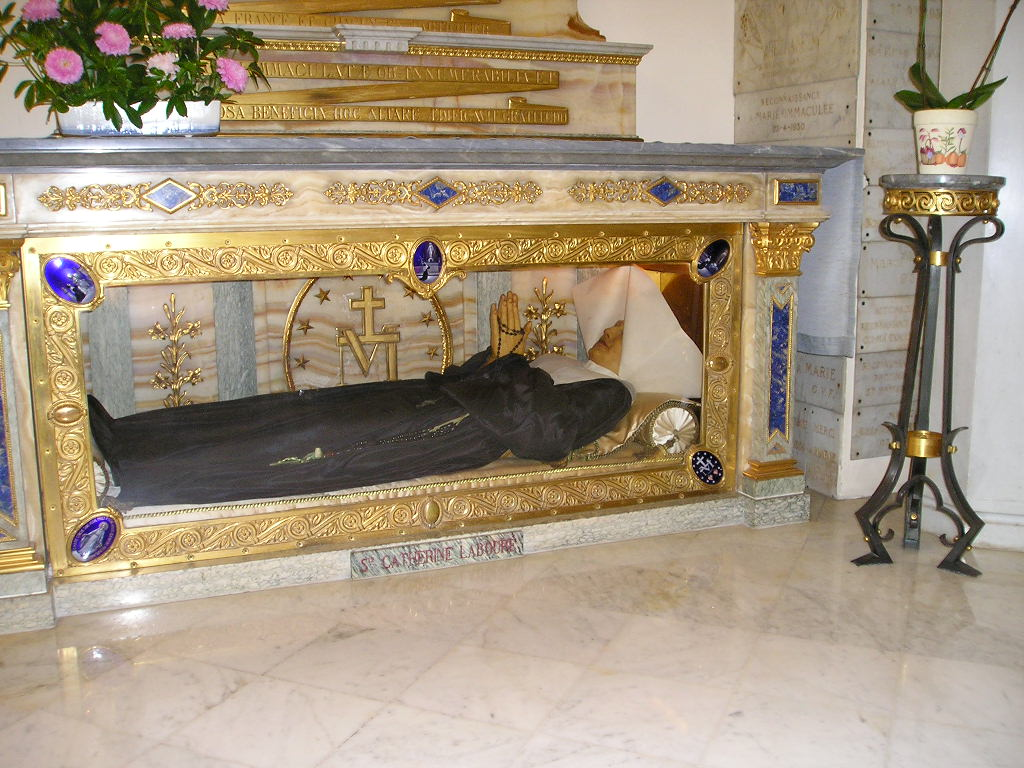
Catherine Labouré v kapli

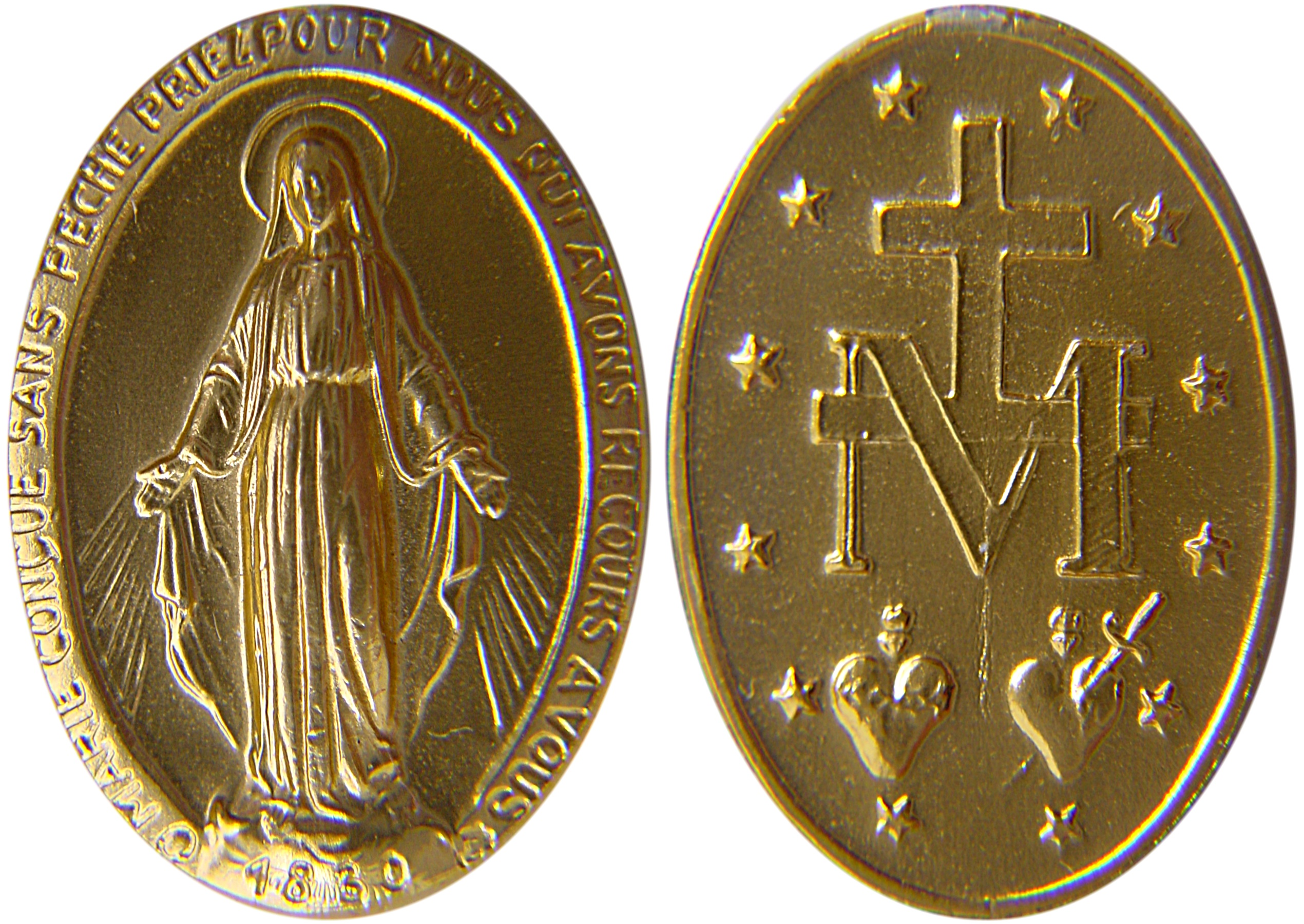
Zázračná medaile - rub a líc

Dne 27. listopadu 1830 za Catherine Labouré přišla Panna Marie při večerní meditaci. Panna stála na glóbu šlapající po hadovi a ukázala Catherine medaili. Na jejím reversu bylo velké písmeno M - iniciála slov Maria, Mater (matka) a Mediatrix (prostřednice), a nad ním kříž. Pod ním dvě srdce: Ježíšovo korunované trny a Mariino, probodnuté mečem. Po obvodu medaile bylo dvanáct hvězd. Catherine tuto medaili poté donesla svému zpovědníkovi, jak jí Panna Marie přikázala. Panna Maria jí také řekla, že je prostřednice všech milostí a počatá bez prvotního hříchu. Po dvou letech vyšetřování a sledování chování Catherine kněz informoval pařížského arcibiskupa Quélena aniž by odhalil totožnost Catherine. Žádost byla schválena a medaile byly vyraženy a staly se velmi populární. Dogma o neposkvrněném početí Panny Marie nebylo tehdy oficiální, ale medaile obsahovala slova „počata bez hříchu“, což ovlivnilo papeže Pia IX., který 8. prosince 1854 toto dogma vyhlásil.
Catherine zemřela 46 let po této události, aniž by své tajemství někomu prozradila, jen svému zpovědníkovi.

## Šetření
Zjevení v kapli bylo uznáno Vatikánem po šetření, které provedl pařížský arcibiskup Hyacinthe-Louis de Quélen o původu a účincích medaile. V Římě v roce 1846 papež Řehoř XVI. potvrdil závěry pařížského arcibiskupa. Kaple, ve které ke zjevení došlo, získala patrocinium Notre-Dame-de-la-Médaille-miraculeuse (tj. Zázračné medaile Panny Marie).
V roce 1933 byla provedena exhumace Catherine Labouré a její tělo bylo přeneseno do kaple, kde je umístěno v průhledné rakvi.

## Svátek Panny Marie Zázračné medaile
Katolická církev slaví svátek Panny Marie Zázračné medaile 27. listopadu

### Šíření úcty
Mnoho významných katolických osobností šířilo povědomí o Mariánském zjevení v Paříži, např. P. Marcantonio Durando.